# Waiau (rivière de Hawke's Bay)
Pour les articles homonymes, voir Waiau.
La rivière Waiau  (en anglais : Waiau River) est un cours d’eau de la région de Hawke's Bay dans l’Île du Nord. C’est une des quatre rivières portant ce nom en Nouvelle-Zélande.

## Géographie
Elle prend naissance dans la forêt de Kaingaroa, à l’est du lac Waikaremoana, et elle s’écoule vers le sud-est sur 60 kilomètres avant de rejoindre le fleuve Wairoa.